# 899 Jokaste
899 Jokaste је астероид главног астероидног појаса са пречником од приближно 27,69 .
Афел астероида је на удаљености од 3,483 астрономских јединица (АЈ) од Сунца, а перихел на 2,337 АЈ. 
Ексцентрицитет орбите износи 0,196, инклинација (нагиб) орбите у односу на раван еклиптике 12,469 степени, а орбитални период износи 1813,583 дана (4,965 године). 
Апсолутна магнитуда астероида је 10,14 а геометријски албедо 0,202.
Астероид је откривен 3. августа 1918. године.